# 章倬標
章倬標，字果堂，浙江省金華縣人。清朝政治人物。進士出身。

## 生平
章倬標為道光二十三年（1843年）癸卯科舉人，道光二十七年（1847年）丁未科二甲第六十九名進士。任禮部主事，咸豐三年（1853年）九月入直軍機處，任軍機章京。同治三年（1864年）署福建興化府知府，遷泉州府知府，同治九年（1870年）捐養廉銀重新刊刻乾隆《泉州府志》，并為之作序。官至福建兵備兼糧道。